# 秋山晶
秋山 晶（あきやま しょう、1936年2月16日 - ）は日本のコピーライター。合わせて現在ライトパブリシティ代表取締役ならびにCEOである。

## 略歴

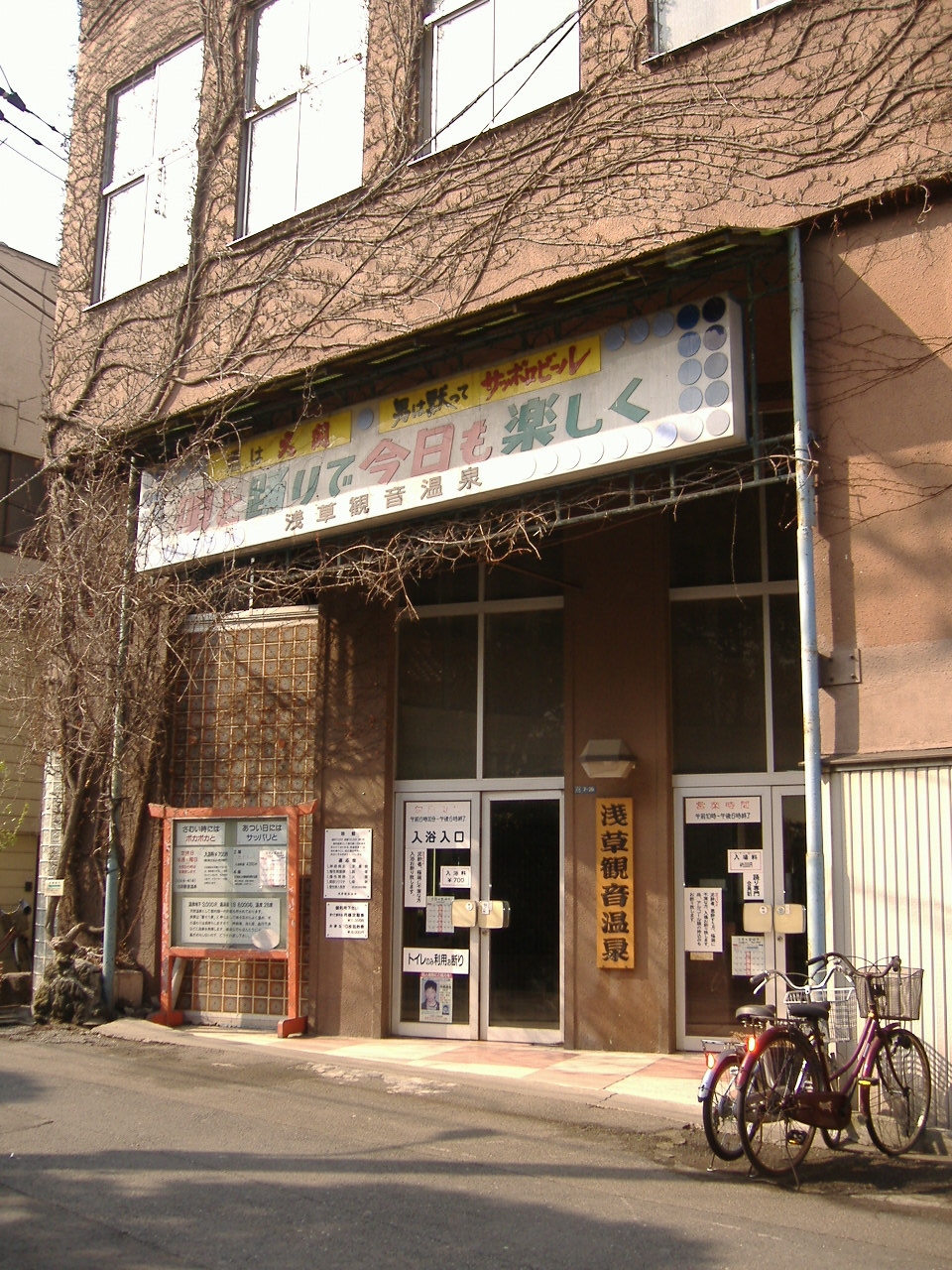
「男は黙ってサッポロビール」（浅草観音温泉の看板）

東京都世田谷区奥沢に生まれる。幼少期からアメリカン・カルチャーに馴染みを持ち、「ニューヨーカー」や「エスクァイア」などの雑誌を読み漁る学生生活を送る。その頃にDDBがフォルクスワーゲン・ビートルで完成させた広告制作手法として知られる、ノン・グラフィックにも一足早く触れており、広告の企画・制作の道を志望するようになる。
立教大学経済学部卒業後、1958年に講談社に入社、宣伝部に配属される。「若い女性」（現在は廃刊）などの雑誌や、小説の帯のキャプション等を手掛けた後、1964年に現在までキユーピーマヨネーズの広告でコンビを組むことになる、アートディレクター兼デザイナーの細谷巌と知り合い、細谷に誘われるカタチでライトパブリシティへ移籍。1965年には資生堂ホネケーキの「ホネケーキ以外はキレイに切れません。」でTCC新人賞を受賞すると共に、コピーライターとしての才能を開花させる。特に1970年に三船敏郎を起用したことで知られるサッポロビールのキャンペーン広告「男は黙ってサッポロビール」のコピーは有名である。
1968年から今日まで、半世紀以上に渡り、毎月女性誌に掲載されているキユーピーマヨネーズの広告の企画及びコピーライティングを手掛けていることでも知られる一方で、大塚製薬から発売され、現在では同社の代表的製品として知られる「カロリーメイト」や「ポカリスエット」などの発売当初のキャンペーン広告、またキヤノンから発売されたベストセラー一眼レフカメラの「AE-1」や、パイオニアのコンポーネントカーステレオ、「ロンサムカーボーイ」の広告キャンペーンを長年に渡って担当していたことでも、その名を知られており、80歳を迎えた現在も第一線でコピーを書き続けている。

## 人物
アメリカ文学の翻訳小説に多い、ドライなロマンティシズムを内包した文体を持ち味とする。本来匿名であるコピーに書き手の個性を与えた第一人者としてもその功績を知られる一方、名詞と動詞のみで書かれる文体はコピーライターの神様と称される仲畑貴志をして、「全てが直截で、不純物を含まない、弾丸のように早くコミュニケート可能な文体」と評している。秋山のスタイルは「コピーは小説に勝てるか。写真は映像に勝てるか。どこまでも闘うべきだ。」をモットーとしており、海外の映画、音楽、文学にも独特の嗜好性を持つ。過去にはウォーレン・オーツやライ・クーダーなど秋山がリスペクトする才能の持ち主を、パイオニアのロンサムカーボーイのイメージ・キャラクターに起用したこともある。
1980年に刊行されたTCC（東京コピーライターズクラブ）広告年鑑において、「コピーは僕だ。」という誤解を受けそうなテーマを掲げたこともある。1980年代の到来と共に、モノが氾濫し始め、豊かになった日本で、現在のヒトとモノのポジショニングに大きな開きが生まれ始めた頃に、誕生したテーマでもあり、現在の広告制作手法に強い影響を与えてもいる。
またその一方で、秋山が持つセンスで華麗にコピーワークをこなしてゆく中、過去にはADC（東京アートディレクターズクラブ）の発起人でもある新井静一郎からは「これだけのセンスを持ったコピーを世に送り出すというのは驚異的だ」と評価されながらも、「クオリティを維持するためには、もう少し自重してもらいたい」と評されたこともある。
その他、前述の三船敏郎を起用したサッポロビールの「男は黙って～」は、コピーが秋山らしくないとされるが、これについては、サッポロ側のマーケティングで、その当時、女性からのシェアが高かったサッポロビールを、男性向けにすべく、強くアピールしようと企画されたもので、また三船の起用もサッポロ側からの提案だったこともあり、以下のサッポロ側の要望を了承したことで完成したキャンペーン広告である。因みに秋山はこのことに触れて「僕たちはDDBからレオ・バーネットの広告をつくることになった」と述懐している（『D.J.SHOW 秋山晶の仕事と周辺』（六耀社）参照）。

## 有名なキャッチコピー
- 野菜をもっと食べましょう。（キユーピーマヨネーズ）
  - キユーピーマヨネーズについては、1968年からコピーを書き続けているため、「都市とマヨネーズ」（1984年）や「野菜を見ると、想像するもの」（1998年）や「speed! 料理は高速へ」「安全が商品になる時代が終わりますように。」（2001年）「サラダ化現象」（2003年）「愛は食卓にある。」（2008年）「自然と、私と、野菜。THANKS TO NATURE」（2020年）「ON THE EARTH」（2023年）などヘッドラインには枚挙にいとまがない。
- 120マイルを過ぎると、エンジンの音だけでは寂しすぎる。（パイオニア・ロンサムカーボーイ）
- 父は本を持って家を出た。僕はランナウェイと汽車に乗る。（パイオニア・ランナウェイ）※この製品が開発されたのと、時を同じくしてシャネルズのデビュー曲並びにCMソングにも起用され、ヒットしている。
- 20才までに、僕はいくつ河を渡るだろうか。（同上）※柳ジョージ&レイニーウッドの「さらばミシシッピー」がCMソングに起用され、ヒットしている。
- 連写一眼　（キヤノン・AE-1）
- ...ing 出来事には次がある。（同上）
- ただ一度のものが、僕は好きだ。（同上）
- メカニズムはロマンスだ。（キヤノン・A-1）
- その先の日本へ。（JR東日本）
- 渇きを止めるだけではありません。（大塚製薬・ポカリスエット）
- 人間の欲しがる水と、植物が欲しがる水は違う。（同上）
- 精神力だけでは、テープを切れない。（大塚製薬・カロリーメイト）
- 僕達の食堂は、24h開いている。（同上）
- 甘さを少なくするだけなら、誰にでもできる。（アヲハタ・55ジャム）
- フルーツは2度生まれる。（同上）
- フルーツには続きがある。（同上）
- 丸くなるな、星になれ。(サッポロビール・黒ラベル)
- 人は、人を思う。（キリンラガービール）
- 時は流れない。それは積み重なる。（サントリー・クレスト12年）
- 時代なんかパッと変わる。（サントリー・リザーブ シルキー）
- 僕は誰にも似ていない。（同上）
- 遠い日のような、今日。（サントリー・ジャックダニエルズ）
- 私の国のおいしさは、まだ半分しか知られていない。（サントリー・鏡月GREEN）
- 緊張ではない、解放するスポーツだ。（HONDA・NSX）
- 名前以外は、すべて新しい。（TOYOTA・マークII）
- 私を、私たちにする。（東京デジタルホン・J-PHONE）
- ふつうの17歳なんか、ひとりもいない。（KDDI・au）
- セガは、倒れたままなのか? （SEGA・ドリームキャスト）
- 11月X日 逆襲へ、Dreamcast（同上）

他多数。